# エア (サウス・エアシャー)
エア（エアー、英語・スコットランド語：Ayr、スコットランド・ゲール語：Inbhir Àir）は、スコットランド南西部のサウス・エアシャーにある町。州都でもある。

## 概要
西暦1205年から勅許の自治都市として栄え、現在に至ってエアシャー（en）の中心都市となっている。しかし、人口は減少傾向にあり（2004年時点で46,120人）、スコットランドで11番目と順位を下げている。エア川（en）の下流にあり、ノース海峡に面している港湾都市であり、古くから漁業が行われ、多くの船が行きかっている「スコットランドの西の玄関」である。なお、80km東にスコットランド最大の都市グラスゴーが位置しているが、陸上の交通の便はさほど発達していない。
ウェリントン広場にある戦争記念碑やカウンティ・ホールがあり、町のランドマークのウォリス・タワー

## 姉妹都市
- サン・ジェルマン・アン・レー（フランス。1984年より）